# Огден, Чарлз Кей
Чарльз Кей О́гден (англ. Charles Kay Ogden; 1 июня 1889, Флитвуд — 21 марта 1957, Лондон) — английский писатель, философ и лингвист, создатель международного искусственного языка бейсик-инглиш.
Современники описывают его как универсального человека, отличавшегося в то же время эксцентричностью аутсайдера. Принимал участие во многих начинаниях, связанных с литературой, политикой, искусством и философией. Был известен как редактор, переводчик и активист, выступающий за реформу английского языка.
По воспоминаниям современников, предпочитал чтобы его называли по инициалам C. K., никогда не пользовался именем Чарльз, изредка использовал своё второе имя Кей.

## Биография
Родился в Rossall School в Флитвуде (графство Ланкашир) 1 июня 1889 года, где его отец Чарльз Б. Огден заведовал пансионом. Получил образование в Бакстоне и Россалле, выиграв стипендию для обучения в колледже Магдалина в Кембриджском университете.
Обучаясь в колледже организовал «общество еретиков», выступавшее против обязательного посещения часовни колледжа и за свободу религиозных дискуссий. 17 ноября 1911 в кембриджской ратуше (en:guildhall) состоялась встреча данного общества с Г. К. Честертоном. Тогда состоялся их известный диалог:

Огден: …Я утверждаю, что совершенно верно то, что у меня есть интуитивное понимание того, что я существую.
Г-н Честертон: Берегите его
Оригинальный текст (англ.)
Ogden: ... I say it is perfectly true that I have an intuition that I exist.
Mr. Chesterton: Cherish it

— 
Огден оставался президентом общества еретиков в течение 10 лет.
В 1912 он становится основателем еженедельного журнала Cambridge Magazine.
В 1928 году написал прославившие его книги «Basic English Text Books : ABC of Basic English» и «Basic by Examples».